# Academia de las Artes y Ciencias Cinematográficas de la Argentina

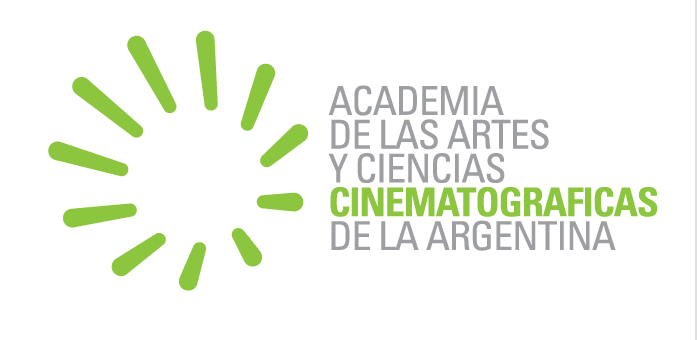
Academia de las Artes y Ciencias Cinematográficas de la Argentina

La Academia de las Artes y Ciencias Cinematográficas de la Argentina es una asociación civil sin fines de lucro integrada por profesionales destacados de las distintas especialidades vinculadas a la realización de películas. Es el equivalente local en Argentina a lo que la primera academia de cine del mundo, AMPAS, representa para Hollywood. Fue constituida como ONG desde el 29 de junio de 2004, con sede en la ciudad de Buenos Aires, Argentina, y su fin principal es promover el progreso de las artes y ciencias cinematográficas y otorga anualmente los Premios Sur.
Es la encargada de seleccionar las películas argentinas que compiten por los premios Óscar, Goya, Ariel y Platino, entre otros galardones.  Además, forma parte integrante de FIACINE (Federación IberoAmericana de Academias de Cine) equiparando su trabajo a las academias hermanas del continente y el mundo, contando con su reconocimiento mutuo.
La Academia de Cine Argentina (tal su nombre abreviado) es el nexo donde confluyen las más relevantes instituciones, sociedades de gestión, y asociaciones profesionales de la actividad audiovisual, nacionales e internacionales. 

## Fines de la Academia
Los fines de la Academia según el artículo 3* de sus Estatutos son:
- (1.º) Fomentar el progreso de las artes y de las ciencias relacionadas directa o *indirectamente con la cinematografía.
- (2.º) Promover la asistencia y el intercambio de información científica, artística y técnica entre todos sus miembros.
- (3.º) Realizar estudios y trabajos sobre cuestiones relacionadas con la cinematografía y artes afines.
- (4.º) Facilitar a la Administración Pública los informes que sobre materias relacionadas con la cinematografía le sean solicitados, así como proponer a la misma las iniciativas que la Academia estime oportunas.
- (5.º) Editar y difundir los estudios científicos, artísticos y técnicos que el Consejo Directivo estime convenientes.
- (6.º) Promover la investigación científica en materia de cinematografía.
- (7.º) Establecer intercambios científicos, artísticos y culturales con entidades similares extranjeras.
- (8.º) Procurar el desarrollo y perfeccionamiento de las distintas especialidades relacionadas con la cinematografía, fomentar el intercambio de experiencias entre sus miembros, coordinar los diferentes aspectos de su actuación y analizar y resolver problemas comunes.
- (9.º) Conceder premios anuales a las mejores películas y trabajos sobre temas de investigación científica y becas o pensiones para la ampliación de estudios relacionados con la cinematografía en Argentina o en el extranjero.
- (10.º) Cualquier otra actividad tendiente a elevar el nivel artístico, técnico o científico de sus miembros y estimular la conciencia de los ciudadanos, dando a las artes cinematográficas el nivel artístico que merecen, y la constructiva colaboración entre la Administración Pública y las personas relacionadas con las artes cinematográficas.

La Academia será independiente de cualquier grupo corporativo, ideológico o político.

## Miembros de la Academia
Además de los fundadores pueden ser miembros numerarios de la Academia las personas que pertenezcan a una o a varias de las Especialidades admitidas por el Estatuto, con la máxima categoría profesional en la misma y que sean aceptados por el Consejo Directivo (arts. 4* y 5* del Estatuto). Las Especialidades y cargos son:
- PRODUCTORES: Productor o Productor Ejecutivo
- GUION: Guionista
- DIRECCIÓN: Director
- INTERPRETACIÓN: Actor o Actriz
- FOTOGRAFÍA: Director de Fotografía
- DIRECCIÓN ARTÍSTICA: Director Artístico, Escenógrafo, Vestuarista
- COMPAGINACIÓN Y SONIDO: Compaginador, Sonidista
- MÚSICA Compositor
- ANIMACIÓN Y EFECTOS ESPECIALES Animadores y diseñadores de efectos especiales y digitales de la Academia en todos los campos.

Otras categorías de miembros que son los de honor (art. 7*), supernumerarios (art. 8*) y asociados (art. 9*) todos los cuales son designados por el Consejo Directivo, por mayoría de dos terceras partes.

## Órganos de gobierno
Conforme sus estatutos el órgano supremo de la Academia es la Asamblea General, integrada por los miembros numerarios, en tanto los miembros de otras categorías sólo podrán participar con voz pero sin voto y sin poder ser elegidos para ningún cargo (artículos 14 a 20).
Hay también una Comisión por cada especialidad reconocida en los artículos 4* y 5* de los estatutos, formada por seis miembros elegidos en la Asamblea General exclusivamente por los miembros numerarios de esa especialidad. Estas Comisiones de Especialidad tienen carácter consultivo (arts. 21 a 23).
La dirección y administración está a cargo de un Consejo Directivo compuesta por un Presidente y dos Vicepresidentes (1.º y 2.º respectivamente), Secretario, Tesorero y 6 (seis) vocales, elegidos todos por la Asamblea General, a los que se agregarán como vocales vitalicios los Presidentes del Consejo una vez finalizado su mandato (arts. 24 a 39).
Se prevé también una Secretaría Técnica dependiente directamente del presidente del Consejo Directivo, entre cuyas funciones se encuentra la dirección del personal administrativo de la Academia. Se elige también una Comisión Fiscalizadora con funciones de control (arts. 40 a 44).

## Comisiones Directivas
Los fundadores eligieron como primera Comisión Directiva 2004 – 2006 la integrada por Norma Aleandro (presidente), Marcelo Piñeyro (vicepresidente primero), Cecilia Roth (vicepresidente segundo), Pablo Bossi (secretario), Pablo Rovito (tesorero) y los vocales Mercedes Alfonsín, Daniel Burman, Félix Monti, Luis Puenzo, Leo Sbaraglia y Pablo Trapero.
Comisión Directiva 2006 – 2008
Presidente Pablo Bossi Vicepresidente 1.º Graciela Borges Vicepresidente 2.º Daniel Burman Secretario José Luis Castiñeira de Dios Tesorero Pablo Rovito Vocales Carlos Abbate Mercedes Alfonsín Alejandro Doria Vìctor Laplace Fèlix Monti Gastón Pauls
Comisión Fiscalizadora Titular: Juan Pablo Buscarini Titular: Axel Pauls Titular: Guillermo Szelske Suplente: David Blaustein Suplente: Carlos Galettini Suplente: Juan Carlos Macias
Comisión Directiva 2008 – 2010
Presidente Pablo Bossi Vicepresidente 1.º Graciela Borges Vicepresidente 2.º Daniel Burman Secretario José Luis Castiñeira de Dios Tesorero Pablo Rovito Vocales Carlos Abbate David Blaustein Julieta Diaz Alejandro Doria Vìctor Laplace Fèlix Monti
Comisión Fiscalizadora
Titular: Juan Pablo Buscarini Titular: Axel Pauls Titular: Guillermo Szelske Suplente: María Lorenzutti Suplente: Carlos Galettini Suplente: Juan Carlos Macias
Comisión Directiva 2010 – 2012
Presidente: Juan José Campanella // Vicepresidente 1.º: Lita Stantic // Vicepresidente 2.º: Luis Puenzo // Secretario: Marcelo Piñeyro // Tesorero: Nicolás Batlle // Vocales: Carlos Abbate David Blaustein Luis Brandoni Hugo Colace Graciela Maglie Matías Mosteirín
Comisión Fiscalizadora
Titular: Juan Pablo Buscarini Titular: Rodolfo Mórtola Titular: Guillermo Szelske Suplente: María Lorenzutti Suplente: Carlos Galettini Suplente: Juan Carlos Macías
Comisión Directiva 2012 – 2014
Presidente: Juan José Campanella // Vicepresidente 1.º: Sebastián Borensztein // Vicepresidente 2.º: Virginia Innocenti // Secretaria: Mercedes Alfonsín // Tesorero: Nicolás Batlle // Vocales: Carlos Abbate – Hugo Colace – Axel Kuschevatzky – Santiago Mitre – María Laura Moure – Mariano Suez
Comisión Fiscalizadora : Titulares: Juan Pablo Buscarini María Lorenzutti Guillermo Szelske Suplentes: Ricardo Freixá Juan Pablo Galli Jorge Stavrópulos
Comisión Directiva 2014 – 2016
Presidente Juan José Campanella // Vicepresidente 1.º Sebastián Borensztein // Vicepresidente 2.º Natalia Oreiro // Secretaria Mercedes Alfonsín // Tesorero Nicolás Batlle // Vocales: Carlos Abbate – Hugo Colace – Axel Kuschevatzky – Santiago Mitre – María Laura Moure – Mariano Suez
Secretaría Técnica: Verónica Calvo
Comisión Directiva 2016 – 2018
Presidente: Axel Kuschevatzky // Vicepresidente 1.º: Juan José Campanella // Vicepresidente 2.º: Natalia Oreiro // Secretaria: Lorena Muñoz // Tesorera: Mili Roque Pitt // Vocales : Alejandro Brodersohn, Joaquín Furriel, Daniel Gimelberg, Marcelo Iaccarino, Jésica Suárez, Mariano Suez.
Comisión Fiscalizadora : Titulares: Horacio Grinberg, María Lorenzutti, Jorge Stravrópulos. Suplentes: Rogelio Chomnalez, Pablo Ingercher, Juan Lovece.
Secretaría Técnica: Verónica Calvo
Comisión Directiva 2018 – 2020
Presidente: Bernardo Zupnik // Vicepresidente 1.º: Cecilia Roth // Vicepresidente 2.º: Juan Vera // Secretario: Horacio Grinberg // Tesorero: Juan Lovece // Vocales : Mercedes Alfonsín, Pablo Barbieri, Alejandro Cacetta, Julieta Díaz, José Luis Díaz, Santiago Gallelli.
Secretaría Técnica: Verónica Calvo
Comisión Directiva 2021 – 2023
Presidente: Hernán Findling // Vicepresidenta 1.º: Sabrina Farji // Vicepresidente 2.º: Daniel Pensa // Secretaria: Victoria Aizenstat // Tesorera: Rosalía Ortiz de Zárate // Vocales: Inés de Oliveira, Nathalia Videla Peña, Martín Salinas, Hugo Colace, Eleonora Wexler y Pablo Ingercher
Revisores de cuenta:Martín Desalvo, Sandra Iurcovich, Diego Corsini y Vanesa Pagani.
Secretaría Técnica: Felicitas Marafioti
Comisión Directiva 2023 – 2025
Presidente: Hernán Findling // Vicepresidenta 1.º: Sabrina Farji // Vicepresidente 2.º: Daniel Pensa // Secretario: Pablo Ingercher // Tesorera: Vanesa Pagani // Vocales: Inés de Oliveira Cézar, Nathalia Videla Peña, Martín Salinas, Antonio Pita, Silvina Acosta y Andrea Frigerio
Revisores de cuenta:Martín Desalvo, Sandra Iurcovich, Hugo Colace y Gustavo Pomeranec.
Secretaría Técnica: Felicitas Marafioti

## Antecedentes
Esta Academia tiene como antecedente a la Academia de Artes y Ciencias Cinematográficas de la Argentina fundada el 22 de noviembre de 1941, cuyo primer Consejo Directivo estaba integrado por el actor y director Mario Soffici (presidente) y el periodista y guionista Chas de Cruz y el empresario Carlos Connio Santini, de los Laboratorios Alex, como secretarios. La Academia subsistió entre su fundación en 1941 y su disolución en 1955, y también otorgaba premios a la producción cinematográfica argentina, llamándose aquellos entonces Premios Cóndor Académico.
El gobierno surgido del golpe de Estado de septiembre de 1955 dispuso la disolución de esa Academia.

## Otorgamiento de premios y selección de películas
Una de las funciones de la Academia es la selección de las películas argentinas que compiten por los premios otorgados por otras Academias que lo requieran, como por ejemplo el Óscar de la Academia de Hollywood, el Premio Goya otorgado por la Academia de las Artes y las Ciencias Cinematográficas de España y el Premio Ariel otorgado por la Academia Mexicana de Artes y Ciencias Cinematográficas. 
La Academia ha instituido el Premio Sur en las siguientes categorías:
- Mejor Película
- Mejor Ópera Prima
- Mejor Dirección
- Mejor Interpretación Protagónica Femenina
- Mejor Interpretación Protagónica Masculina
- Mejor Interpretación de Reparto Femenina
- Mejor Interpretación de Reparto Masculina
- Mejor Revelación Femenina
- Mejor Revelación Masculina
- Mejor Guion Original
- Mejor Guion Adaptado
- Mejor Fotografía
- Mejor Montaje
- Mejor Dirección de Arte
- Mejor Diseño de Vestuario
- Mejor Música Original
- Mejor Sonido
- Mejor Película Documental
- Mejor Maquillaje y Caracterización

## Número de asociados
En mayo de 2024 tiene 390 miembros, entre miembros numerarios, de honor, supernumerarios y miembros asociados.